# Letrux em Noite de Climão
Letrux em Noite de Climão é o álbum de estreia da cantora e compositora Letrux. Desde a sua separação de sua banda Letuce, entrando em um processo curioso e dramático, Letícia traz ao seu primeiro disco solo um universo dançante, entristecido e romântico. Elogiado pela crítica especializada, sendo considerado o 10º melhor disco brasileiro de 2017 pela revista Rolling Stone Brasil e ganhando o “Melhor Disco” pelo superjúri do Prêmio Multishow 2017.

## Produção
Após o fim de sua banda Letuce, Novaes começa a produzir seu primeiro disco solo, juntamente com seus amigos Arthur Braganti e Natália Carrera. Com uma pegada dançante, convidando você a ouvir falas com versos marcados pela liberdade, ironias e sussurros eróticos. Seu primeiro single, Coisa Banho de Mar, foi lançado em videoclipe no dia 3 de Julho de 2017, sete dias antes do álbum ir a público. Gravado nos estúdios Toca do Bandido entre Abril e Maio de 2017, lançado pelo selo Joia Moderna. Para o álbum ser feito, foi colaborado por 435 pessoas através de crownfunding, que Letícia realizou. Em troca da colaboração, aqueles que ajudaram, receberiam recompensas como o CD físico, festinha no camarim após o show de estreia e piqueniques.

## Singles
- Coisa Banho de Mar: Primeiro single lançado como videoclipe em 3 de Julho de 2017, traz Letícia em uma sonoridade de praia, com uma letra provocante e sensual. Teve o clipe dirigido pela própria e por Arthur Braganti.[3]
- Noite Estranha, Geral Sentiu: Segundo single do disco, teve seu videoclipe dirigido por Clara Cosentino e Poliana Pieratti. Lançado seu clipe em 15 de Agosto de 2017, uma música chiclete, com uma letra marcante e tem a história de uma pessoa estar bem quando em uma determinada situação, a outra não estar, sendo ela uma das favoritas do público.[4]
- Que Estrago: Terceiro single do álbum, seu lançamento foi em 31 de Outubro de 2017, com um clipe cheio de efeitos, com uma produção super independente. Uma pegada rock, conta sobre um casal lésbico com o eu-lírico de Letrux. Duda Beat faz backing vocal.[5]
- Flerte Revival: Quarto single, com um clipe bem produzido, lançado dia 14 de Maio de 2018, a música tem uma batida bem eletrônica, com a letra de Letícia se declarando a um homem em um encontro. Atualmente seu clipe passa de um milhão de visualizações.[6]
- Além de Cavalos: Quinto single, tendo seu clipe gravado em um sítio, lançado dia 13 de Junho de 2018, uma composição de Letícia junto com Lucas Vasconcellos, seu ex-parceiro de banda Letuce. A letra fala sobre atos que você comete e se arrepende depois.[7]
- Amoruim: Sexto single, com um videoclipe simples, lançado em 6 de Novembro de 2018, com cenas de Letícia em diversas poses, a música é da própria e de seu namorado Thiago Vivas, uma balada melancólica, com uma letra sobre o amor ser tão bom que chega a ser ruim.[8]
- Ninguém Perguntou Por Você: Sétimo single, sendo essa sua música mais famosa. Lançado seu vídeo em 10 de Fevereiro de 2019, com as participações das atrizes Camila Pitanga e Bruna Linzmeyer como um casal lésbico, com uma sonoridade disco music e com uma letra provocativa sobre imaginar uma vida com uma pessoa.[9]
- Vai Render: Oitavo single, sendo a primeira faixa do álbum. Liberado seu clipe em 6 de Setembro de 2019, com a participação da atriz Karine Teles, com uma letra que abre Letícia dizendo que está a perigo. No final do vídeo, Letrux faz referencia a capa do disco.[10]
- Hypnotized: Nono single, com um clipe feito por Charles Pereira e João Pedro Sá, sem a participação da cantora no vídeo, a canção tem um ar psicodélico com a letra misturada em português e inglês.[11]
- Puro Disfarce: (feat. Marina Lima): Décimo single, com a participação da cantora Marina Lima na canção. Um som eletrônico, com composição de Letícia e Arthur Braganti, com uma tentativa de rap com as duas cantoras no final da faixa.[12]
- 5 Years Old: Décimo-primeiro single, última faixa do álbum, um encerramento reflexivo por parte de Letrux com a frase do escritor E.E. Cummings, “accept all happiness from me”.[13]

## Recepção
| Críticas profissionais | Críticas profissionais |
| Avaliações da crítica  | Avaliações da crítica  |
| Fonte                  | Avaliação              |
| ---------------------- | ---------------------- |
| Music on The Run       | 4 de 5 estrelas.       |
| Miojo Indie            | 2.5 de 5 estrelas.     |
| Monkey Buzz            | [ 2 ]                  |

O jornalista Mauro Ferreira para o G1 elogiou o álbum: “Gerado por ressaca amorosa, o climão noturno e por vezes soturno de Letrux soa mais envolvente do que a música em si cabe ressaltar novamente. O que deverá manter Letícia Novaes imersa na bolha de proteção que impede o alcance da obra por público mais amplo, fora da rede de amigos.”
Para a revista Bravo! O jornalista Renato Gonçalves também fez elogios ao disco: “Se há aqueles que consideram o pop algo efêmero, é só porque o tempo do pop é o eterno presente. 
Quando Madonna, lá em 1984, definiu sua música como “um reflexo do seu tempo”, é porque a exata definição do gênero está no agora. Nessa direção, Letrux em noite de climão é o exercício livre da fantasia e do humor — que hoje é quase um ato de resistência — no 
difícil e sombrio Brasil pós-crise democrática. “Bota na tua cabeça que isso aqui vai render” (“Vai render”).”. 
O site Music On The Run deu nota 4/5 ao álbum: “Não há dúvida de que esse disco de Letrux é um dos melhores lançados neste ano. Cheio de sexualidade, desabafos, cutucadas e mais, Letícia Novaes assumiu essa nova identidade de uma maneira a não deixar dúvidas que ela nunca foi tão ela nesse momento da carreira. E ela superou expectativas.”.
O portal Miojo Indie em sua resenha, deu nota 8.5/10. “Um passo além, firme e decidido em relação a tudo que Novaes havia experimentado na curta discografia do Letuce.”.
Monkeybuzz fez comentários positivos. “…, o álbum, é uma cacetada na lata, um tranco na mesmice e tem em sua cumplicidade com o ouvinte o maior trunfo. Financiado pelo público, lançado independentemente, divulgado no peito e na raça, ele é cria da rua, da frustração e uma bela volta por cima delas. Uma porrada.".
O Rolling Stone elegeu o álbum como o 10º melhor disco brasileiro de 2017.
No Premio Multishow, ganhou a categoria “Melhor Disco” pelo superjúri da premiação. 

## Faixas
| N.º | Título                              | Duração |  |
| 1.  | "Vai Render"                        | 4:10    |  |
| 2.  | "Ninguém Perguntou Por Você"        | 5:21    |  |
| 3.  | "Coisa Banho de Mar"                | 4:24    |  |
| 4.  | "Que Estrago"                       | 4:09    |  |
| 5.  | "Puro Disfarce" (feat. Marina Lima) | 3:07    |  |
| 6.  | "Amoruim"                           | 4:05    |  |
| 7.  | "Noite Estranha, Geral Sentiu"      | 4:39    |  |
| 8.  | "Além de Cavalos"                   | 3:35    |  |
| 9.  | "Hypnotized"                        | 5:18    |  |
| 10. | "Flerte Revival"                    | 3:10    |  |
| 11. | "5 Years Old"                       | 3:16    |  |

## Créditos
- Letícia Novaes - Voz (guitarra na faixa 11, "5 years old").
- Arthur Braganti - teclados, synths.
- Natália Carrera - guitarra, synths, programações.
- Thiago Rebello – baixo.
- Lourenço Vasconcellos - bateria e percussões.
- Engenheiro de gravação: Raphael Dieguez.
- Mixagem e masterização: Emygdio Costa.[14]